# Monts San Jacinto
Les monts San Jacinto sont un massif montagneux situé au sud de la Californie qui culmine au pic San Jacinto à 3 293 m d'altitude. Ils font partie des Peninsular Ranges dans les chaînes côtières du Pacifique.